# Campeonato de Primera Fuerza 1937/38
In 1937/38 werd het vijftiende seizoen gespeeld van het Campeonato de Primera Fuerza, de hoogste amateurklasse van het Mexicaanse voetbal. Necaxa werd kampioen.

## Eindstand
| Plaats | Club        | Wed. | W | G | V | Saldo | Ptn. |
| ------ | ----------- | ---- | - | - | - | ----- | ---- |
| 1.     | Necaxa      | 10   | 7 | 1 | 2 | 30:13 | 15   |
| 2.     | Asturias    | 10   | 7 | 0 | 3 | 31:14 | 14   |
| 3.     | Marte       | 10   | 5 | 0 | 5 | 26:33 | 10   |
| 4.     | Club España | 10   | 3 | 1 | 6 | 27:27 | 7    |
| 5.     | América     | 10   | 3 | 1 | 6 | 15:28 | 7    |
| 6.     | Atlante     | 10   | 3 | 1 | 6 | 18:32 | 7    |

|  | Kampioen |

### Kampioen
| Campeonato de Primera Fuerza 1937/38 |
| Mexico                               |
| ------------------------------------ |
| NECAXA Kampioen (4° titel)           |

## Topschutters
| Speler          | Speler      | Goals | Club        |
| --------------- | ----------- | ----- | ----------- |
| Vlag van Mexico | Efraín Ruiz | 13    | CF Asturias |